# 松元健一
松元 健一（まつもと けんいち、1967年2月2日 - ）は男性声優、俳優、パーソナリティー鹿児島県出身。

## 出演作品

### ラジオ
- FM栃木：「週刊Ｎａｎｉこれクション！」（レギュラーパーソナリティー）
- 葛飾エフエム：「東京アニメレディオ」（メインパーソナリティー）
- FM熱海湯河原：「東京アニメレディオ」（メインパーソナリティー）
- 全国コミュニティーFM60局ネット：「ANIME REDIO」（メインパーソナリティー）

### WEBドラマ
- 「恋刀、海にきらめき」　ラジオ日本
- 「ZUSTUKI」（湯島役）　ラジオ日本
- 「月の光伝説」（望月信雄役）　ラジオ日本
- 「アンドローグ・アバン」（グレン博士役）葛飾エフエム
- 「南の星のアンドローグ」（グレン博士役）葛飾エフエム
- 「アフロディロン」（ジェニス・フィールズ役/祖父72）FM熱海湯河原

### TV
- ザ・逆流リサーチャーズ（再現VTR)
- ジョシデカ（記者役）

### 映画
- 唄魂（教師役）
- 幻の邪馬台国（ウェイター役）